# Жанка Стокић
Живана Стокић – Жанка (Велико Градиште, 24. јануар 1887 — Београд, 21. јул 1947) била је српска глумица, позната по тумачењу ликова из дела Бранислава Нушића.

## Биографија
Рођена је у Великом Градишту. Отац Богосав је био пекар. Њена мајка Јулка је рано остала удовица, па се удала за свештеника Александра Николајевича Санду, који није желео пасторку у својој близини, па се Жанка већ са четрнаест година удала за једног зајечарског абаџију. Међутим, „побегла“ је са позоришном трупом Љубомира Рајичића Чврге, где јој је први задатак био прање веша. Муж је први пут успео да је батинама врати кући, али је други пут младу Жанку узео у заштиту глумац Аца Гавриловић, који је касније постао њена велика љубав.

## Позоришна каријера
Већ премијерним појављивањем у улози Терезе у представи „Брачне ноћи“ 1902. године освојила је публику. По распаду трупе са неколицином колега кренула је да обилази војвођанске, славонске и босанске вароши. У Вараждину је 1907. године добила и прву драмску улогу - играла је удовицу у комаду „Нада“. Годину дана касније се удала по други пут и о том браку је говорила да је био из љубави, али да се завршио са болним успоменама.
Жанка је најпре играла у трупама Мике Бакића, Димитрија Нешића и Михаила - Ере Марковића, затим од 1907. у Осјечком казалишту, где ју је запазио и познати хрватски редитељ и театролог Бранко Гавела. Али, прекретница у њеној каријери се десила у августу 1911. године, када је гостовала у Београду. Ту ју је запазио управник Милан Грол. Само месец дана касније примљена је за привременог члана Народног позоришта, а убрзо постаје и његов стални члан. Ту је играла у три Гавелине представе „Фигарова женидба“, „Сирано де Бержерак“ и „Родољупци“, а на сцени Народног позоришта одиграла је и више од стотину малих и великих улога.
Њене запаженије улоге су Тоанета у „Уображеном болеснику“, Дорина у „Тартифу“, Нера у „Подвали“, Стана у „Станоју Главашу“, а посебно оне у Нушићевим делима - Сарка у „Ожалошћеној породици“, Јулишка у „Путу око света“, госпођа Спасић у „Ујежу“, Мица у „Власти“ и Живка у „Госпођи министарки“. Премијери Нушићевог дела (25. маја 1929. године у режији Витомира Богића) претходио је Жанкин велики јубилеј - четврт века уметничког рада. Остало је записано да је чувена глумица 7. марта, од десет часова пре подне до два по подне, примала честитке у скадарлијској кафани „Два јелена“. Поклони су били необични, па је између осталог, добила обвезнице ратне одштете, џачић са две хиљаде стопараца, кученце у корпи цвећа... Предато јој је и 160.000 динара у готовом новцу, што је са приходом од представе премашило своту од 260.000 динара. Тим новцем је купила кућу на Топчидерском брду. Живела је окружена својим псима Милкицом и Лолицом, канаринцима, а ни болесна није одбила да кумује мечићима у зоо-врту.
Дешавало се да Жанка по годину дана не добије нову улогу, али због тога никада није протестовала. Познато је и да је Бранислав Нушић пишући „Госпођу министарку“, мислио баш на ову глумицу. Сама представа је доживела изузетан успех: до 1941. године изведена је више од две стотина пута, а гостовала је на сценама Беча, Прага, Будимпеште, Софије, Варшаве, Кракова и Вилњуса.
Бранислав Нушић је написао поводом стотог извођења представе „Госпође министарке“:
„Драга Жанка, Ви и ја данас имамо малу, интимну светковину. Могу догађаји мењати режиме, могу се кризе завитлавати и обарати кабинете; Вас се кризе не може дотаћи, Ви остајете министарка, једина министарка, увек министарка“.
Била је лошег здравља, нпр. у децембру 1936. јој је позлило на сцени током представе. Живела је у Андре Николића 1.

### Други светски рат и смрт
Свих тих година, слободно време је најрадије проводила у скадарлијским кафанама, посебно у „Три шешира“, уз Чича Илију Станојевића, Милорада Гавриловића и друге. Са доласком рата њен боемски живот се променио. Жанка је уз остале болести, имала проблем са дијабетесом и набавком инсулина. Зато је током рата учествовала у позориштима „Весељаци“ и „Централи за хумор“ ("Минут после 10", "Вита-Мина", "Калорита"...), као и у програмима радио Београда, који је био под немачком управом, у емисијама „Весело српско поподне“ и „Шарено поподне“. Те емисије су ишле након читања вести и објава немачког команданта града, због чега ју је касније комунистичка власт теретила.
Жанка је изведена пред Суд за суђење злочина и преступа против националне части 3. фебруара 1945. године. После дужег већања, осуђена је на осам година губитка националне части. Није имала браниоца, чак ни по службеној дужности. Казна је била и друштвено користан рад и одређено јој је да чисти улице. У молби за помиловање, две године касније, навела је да је током рата крила у свом стану Кочу Поповића и Самуила Пијаде (брата од стрица Моше Пијаде), породицу Флоре. Нудила је сведоке, а на крају замолила допуштење да се врати уметничком животу да не би живела од туђе милостиње. Министар правосуђа Србије др Душан Братић предложио је да се казна смањи, износећи, између осталог, и да је „оптужена већ годинама безопасна по друштво“. Болесна и очајна, написала је тестамент како жели да буде сахрањена.
У лето 1947. године посетио је Миливоје Живановић и саопштио да јој је све опроштено. Долази и Бојан Ступица, претходно добивши сагласност Радована Зоговића и Агитпропа ЦК да Жанку може да ангажује у новом, Југословенском драмском позоришту. Међутим, та вест ју је „дотукла“ и умрла је три дана касније. Сахрањена је на Топчидерском гробљу. Ковчег натоварен на воловска кола, био је сав у цвећу. Народ је клечао са стране, на тротоарима. По њеној жељи, на гробу је отпевана песма „Ој Мораво“. Споменик јој није подигла ни држава, ни позориште, већ верна служавка (којој је оставила скромно наследство) с натписом: „Својој племенитој газдарици Жанки подижем овај споменик, благодарна Магда.“

## Споменик у Раброву
Пола века после Жанкине смрти, у Раброву јој је подигнут споменик (рад вајара Владимира Митровића).
У Раброву се одржавају позоришне свечаности у оквиру којих се додељује плакета Жанка Стокић.

## Филм
Жанка Стокић снимила је само један филм са више него симболичним насловом: „Грешница без греха“ у режији Косте Новаковића.

## Рехабилитација
Пожаревачки одбор Лиге за заштиту приватне својине и људских права је у октобру 2006. године поднео захтев за рехабилитацију Жанке Стокић, а том захтеву се придружило и Народно позориште у Београду.
Одлуком Окружног суда у Београду Жанка Стокић је рехабилитована 3.марта 2009. године. Суд је утврдио да је Жанка Стокић у време почетка Другог светског рата била чланица Народног позоришта у Београду, да није била политички активна и да је изречена казна заснована на политичким и идеолошким разлозима.

## У популарној култури
- Од 2003. године у Београду се додељује награда с њеним именом „Велика Жанка“.
- Смрт госпође министарке, телевизијски филм заснован на биографији Жанке Стокић у режији Саве Мрмака снимљен је 1991. године у продукцији РТБ-а. Улогу Жанке је одиграла глумица Светлана Бојковић.[12][13]
- Године 2006. у Позоришту Славија, у Београду, изведена је премијера драме "Жанка" аутора Миодрага Илића, са Ружицом Сокић у главној улози. Ова драма је потом изведена у Чикагу (САД) и у Народном позоришту у Ужицу.
- Гордана Влајић је објавила књигу „Позив на бис: Жанка Стокић” (2021).[14]

## Галерија
- Биста Жанке Стокић у Пожаревцу
- Гроб Жанке Стокић на Топчидерском гробљу
- Надгробна спомен плоча Жанке Стокић на Топчидерском гробљу